# 알락박쥐
알락박쥐(Niumbaha superba)는 애기박쥐과에 속하는 박쥐의 일종이다. 알락박쥐속(Niumbaha)의 유일종이다.

## 분류
1939년 벨기에령 콩고에서 처음 발견되었고, 곧바로 Glauconycteris superba라는 학명으로 나비박쥐속(Glauconycteris)에 할당되었다. 이어서 2013년 남수단에서 수집한 이 종의 5번째 표본을 통해 별도의 새로운 속으로 분류되었고, 학명은 잔데어로 "희귀하다"라는 의미를 가진 "니움바하(Niumbaha)"로 결정했다.

## 지리적 분포
콩고민주공화국과 코트디부아르, 가나 그리고 남수단에서 발견된다.

## 서식지
자연 서식지는 아열대 또는 열대 건조림과 습윤 저지대 숲이다.

## 보존 상태
서식지 감소로 멸종 위협을 받고 있다.